# Blackcomb Peak
Blackcomb Peak är ett berg i British Columbia i Kanada. Det ingår i Fitzsimmons Range, och når 2 436 meter över havet. Här finns bland annat Whistler Village och Blackcomb Village, samt Whistler Sliding Centre.
Berget är beläget öster om Whistler, och utgör gränsen mellan vintersportorten Whistler Blackcomb och Garibaldi Provincial Park.

### Fotnoter
1. ↑  ”Blackcomb Peak” (på engelska). Mountain Forecast. http://www.mountain-forecast.com/peaks/Blackcomb-Peak. Läst 29 mars 2014.